# Nevada durant la guerre de Sécession
L'entrée du Nevada en tant qu'État des États-Unis le 31 octobre 1864, au cours de la guerre de Sécession, est accélérée par les sympathisants de l'Union pour s'assurer de la participation de l'État à l'élection présidentielle de 1864 pour soutenir le président Abraham Lincoln. Ainsi, le Nevada devient l'un des deux seuls États admis dans l'Union pendant la guerre (l'autre étant la Virginie-Occidentale) et gagne le surnom qui apparaît sur le drapeau du Nevada actuel : « Battle Born » (né de la bataille).
Comme l’État est peu peuplé, le Nevada ne parvient qu'à lever 1 200 hommes pour combattre dans l'armée de l'Union, mais les forces de armée des États confédérés ne sont jamais une menace sérieuse en termes de capture territoriale, et le Nevada reste fermement sous contrôle de l'Union pendant la durée de la guerre. Largement isolé des théâtres majeurs du conflit, le Nevada sert néanmoins comme une cible importante pour les stratèges politiques et économiques avant et après avoir obtenu le statut d'État. Sa principale contribution à la cause provient de son industrie minière en plein essor : au moins 400 millions de dollars en minerai d'argent provenant de Comstock Lode qui sont utilisés pour financer l'effort de guerre fédéral. En outre, l'État a accueille plusieurs postes militaires de l'Union.

## Admission en tant qu'État

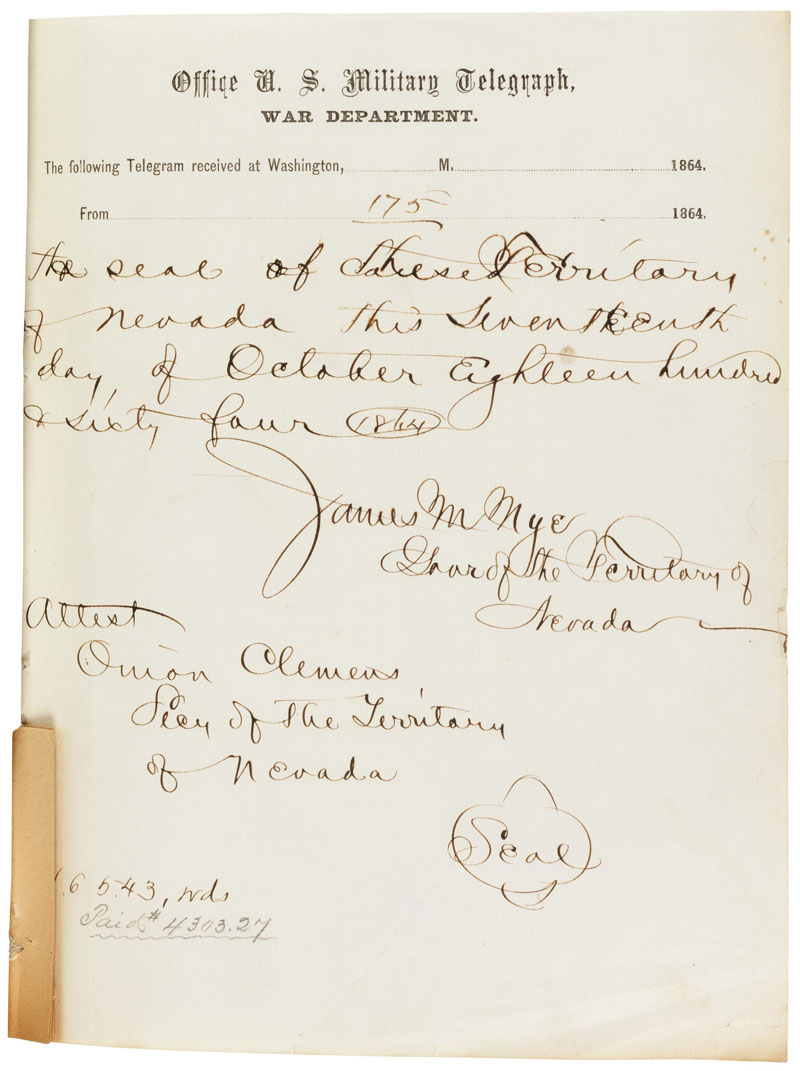
Page de signature pour la transmission télégraphique de la première constitution de l'État du Nevada, en octobre 1864. L'annotation manuscrite compte le nombre de mots (16543) et le coût (4303.27 $).

Avant la guerre de Sécession, la zone géographique qui forme l'actuel Nevada appartient à plusieurs territoire des États-Unis (en). La région entretient depuis longtemps des liens économiques avec l’industrie et le financement du Nord, en particulier après la découverte de l’or et de l’argent dans la Sierra Nevada à la fin des années 1850, peuplée principalement d'unionistes laïcs opposés l'esclavage et cherche une sorte d'incorporation territoriale pour soutenir la croissance économique de la région : soit par une annexion par la Californie, soir par l'organisation en tant que territoire indépendant. Beaucoup de premiers Nevadans cherchent également à obtenir la ségrégation politique des mormons vivant dans l’est, avec lesquels ils sont souvent engagés dans un conflit idéologique.
La majorité de l'actuel Nevada a été séparée du territoire de l'Utah et formellement organisée comme le territoire du Nevada le 2 mars 1861, alors que les États du sud commencent à se séparer de l'Union et rejoignent la Confédération.
Le territoire du Nevada est de courte durée, cependant, son entrée comme État des États-Unis s'accélère en 1864. Le président Abraham Lincoln demande le soutien d’un État du Nord supplémentaire qui voterait probablement pour sa réélection et aiderait à forcer les idées pro-nordistes pour les nouveaux amendements à la Constitution des États-Unis, en particulier le 13e amendement, par lequel il propose d'abolir l'esclavage. Les sympathisants unionistes sont si désireux d'obtenir le statut d'État pour le Nevada qu’ils s'empressent d’envoyer toute la constitution de l’État par télégraphe au Congrès des États-Unis avant l’élection présidentielle des États-Unis de 1864, car ils pensent que l'envoi par train ne garantirait pas son arrivée à temps. La constitution est envoyée les 26-27 octobre 1864, moins de deux semaines avant l'élection du 7 novembre. La transmission prend deux jours ; elle comprend 16 543 mots et coûte 4 303,27 $ (5 784 $ actuels) à envoyer. C'est, à l'époque, la plus longue transmission télégraphique jamais réalisée, un record qu'elle a conservé pendant dix-sept ans jusqu'à ce qu'une copie de la « version révisée du Nouveau Testament » de 118 000 mots soit envoyée par télégraphe le 22 mai 1881,.
Lincoln et le Congrès agissent rapidement pour approuver la constitution et le Nevada est officiellement admis dans l'Union (en) en tant que 36e état le 31 octobre 1864. Il a moins de 40 000 habitants lorsqu'il obtient le statut d'État, une population de beaucoup inférieure à tout autre État.

## Volontaires du Nevada
Au total, le Nevada envoie 1 200 hommes combattre pour l'Union. En mai 1863, le Nevada lève le premier bataillon de cavalerie des volontaires du Nevada (en). À l'été 1864, un bataillon d'infanterie, le premier bataillon d'infanterie des volontaires du Nevada (en) entre en service. L'adjudant général du Nevada rend compte que depuis le début de la guerre, de 34 officiers et 1 158 hommes du rang originaires du Nevada engagés volontairement au service des États-Unis.
Ces troupes ne sont pas utilisées contre les armées du sud, mais protègent plutôt la route terrestre centrale et les colonies situées à la frontière indienne. Avec les unités des volontaires de Californie engagées dans le même service, ils font des incursions dans le territoire indien, explorant de vastes parties du territoire qui n'ont jamais été foulées par les forces américaines et ont des escarmouches fréquentes avec les Indiens.

## Comstock Lode
Cependant, la principale contribution du Nevada à la guerre est le Comstock Lode, dont l’argent s'élevant à 400 millions de dollars, finance l’effort de guerre de l’Union pour vaincre les États du sud. Une croyance commune est que le Nevada obtient son statut d’État en raison de son argent, mais son admission dans l’Union est beaucoup plus influencée par des préoccupations politiques et non économiques.
Les sympathisants confédérés du Nevada ne sont pas inconnus pendant la guerre. en fait, des États de la côte du Pacifique, aucun n’a plus de partisans du sud. À Virginia City, en particulier, le sentiment à l’égard des belligérants est divisé de manière égale. Cependant, de façon strictement militaire, tout sentiment fort favorable aux confédérés s'éteint lorsque des soldats de l’armée arrêtent les sympathisants et les emprisonnent au Fort Churchill. La seule fois où un drapeau confédéré flotte sur l’état est sur une pierre saloon, et est défendu sous la menace d’un des propriétaires jusqu’à ce que son partenaire le convainque de changer de drapeau pour celui des États-Unis avant que les troupes du fort Churchill ne le forcent à le faire. Cela a peut-être contribué à ce que le commandant du fort Churchill ressente une paranoïa supplémentaire au sujet des sympathies pro-confédérées dans les camps miniers et, pendant toute la guerre, le Nevada est sous la loi martiale.
Une organisation particulièrement pro-unioniste est de département des pompiers de Virginia City. Bon nombre d'entre eux sont originaires de New York et ont des sentiments forts pour le zouaves pompiers de New York (en) qu'ils ont connu lorsqu'ils vivaient dans l'est du pays. Quand les nouvelles de la défaite de l'Union à la première bataille de Bull Run leur parviennent, avec les zouaves de New York en particulier qui ont subi de lourdes pertes, les sapeurs-pompiers de Virginia City décident de ne réserver aucune célébration pour les confédérés, et ils intimident tous les sympathisants du sud qu'ils rencontrent ce jour-là à coups de poing et d'armes.

## Postes militaires au Nevada durant la guerre de Sécession
- Mormon Station (en) (1849-1910)
- Fort Churchill (1860-1869)
- Camp Schell (en) (1860-1862)
  - Fort Schellbourne (1862-1869)
- Camp Nye (1861-1865)[note 2]
- Fort Ruby (en) (1862-1869)
- Camp Smoke Creek (1862-1864)[note 3]
- Camp Dun Glen (1863, 1865-1866)[note 4]
- Fort Trinity, 1863-1864[note 5]
- Antelope Station, 1864[note 6]
- Fort Baker (en), 1864
- Deep Creek Station, 1864[note 7]
- Quinn River Camp, 1865
  - Fort McDermitt, 1865-1889
- Fort McGrary, 1865-1868
- Camp McKee, 1865-1866[note 8]
- Camp Overend, 1865[note 9]